# Malaysia ai Giochi della XXVI Olimpiade
La Malaysia partecipò ai Giochi della XXVI Olimpiade, svoltisi ad Atlanta, Stati Uniti d'America, dal 19 luglio al 4 agosto 1996, con una delegazione di 35 atleti impegnati in otto discipline.